# The Other Side of Life
Albums de The Moody Blues
The Present
(1983) Prelude
(1987)
The Other Side of Life est le douzième album studio des Moody Blues, sorti en 1986.

## Production
The Other Side of Life est le troisième album avec le claviériste suisse Patrick Moraz et le premier pour le flûtiste et chanteur Ray Thomas à ne pas jouer un rôle majeur. Les auteurs-compositeurs principaux étaient le chanteur et guitariste Justin Hayward et le bassiste John Lodge, avec une seule chanson, "The Spirit", composée par Moraz et le batteur Graeme Edge. La musique de l'album se caractérise par l'utilisation intensive de synthétiseurs, de séquenceurs et de boîtes à rythmes, au point qu'elle pourrait être classée dans la catégorie synth-pop, un changement radical de style pour un groupe qui est à l'origine du rock symphonique.

## Accueil
Anthony DeCurtis dans sa critique pour Rolling Stone a suggéré que l'album "joue avec les forces musicales de longue date des Moodys: textures symphoniques pulpeuses; mélodies riches et majestueuses; et arrangements vocaux densément superposés" et a félicité le groupe pour avoir réussi à éviter les paroles pompeuses , qui, selon lui, n'était présent que sur l'album The Spirit. 
L'album a été enregistré au Good Earth Studios à Londres et produit par Tony Visconti.

## Titres

### Face 1
1. Your Wildest Dreams (Hayward) – 4:50
2. Talkin' Talkin' (Hayward, Lodge) – 3:50
3. Rock N' Roll Over You (Lodge) – 4:50
4. I Just Don't Care (Hayward) – 4:25
5. Running Out of Love (Hayward, Lodge) – 4:25

### Face 2
1. The Other Side of Life (Hayward) – 6:50
2. The Spirit (Graeme Edge, Patrick Moraz) – 4:14
3. Slings and Arrows (Hayward, Lodge) – 4:29
4. It May Be a Fire (Lodge) – 4:56

## Musiciens
- Justin Hayward : chant, guitare
- John Lodge : chant, basse
- Patrick Moraz : claviers, synthétiseurs, arrangements
- Graeme Edge : batterie, percussions
- Ray Thomas : chœurs, flûte, tambourin